# Julia Carpenter
Arachne (echte naam Julia Carpenter) is een fictieve superheldin uit de strips van Marvel Comics. Ze verscheen voor het eerst in Secret Wars #7, hoewel ze in deel #6 al te zien was in de schaduwen. Ze was toen ze voor het eerst verscheen de tweede Spider-Woman.

## Biografie
Een geheime overheidsgroep genaamd de Commission besloot zijn eigen superheld te creëren. Valerie Cooper ontmoette haar oude vriend Julia Carpenter in Denver, en overtuigde haar om deel te nemen aan een "atletische studie". In werkelijkheid werd ze de proefpersoon voor de experimenten van de Commission. Bij de experimenten kreeg Julia “per ongeluk” een mengsel van spinnengiffen en extracten van exotische planten geïnjecteerd. Dit gaf Julia krachten gelijk aan die van Spider-Man. Niet lang nadat ze de Spider-Woman identiteit had aangenomen raakte ze betrokken bij de eerste Secret Wars. Nadat ze terugkeerde naar de Aarde sloot ze zich aan bij Freedom Force. Ze werkte ook vaak samen met Spider-Man, en werd zelf een superheldin.
Een van haar missies leidde haar naar Californië, waar ze de West Coast Avengers meerdere malen hielp. Toen dit team uit elkaar viel, voegde ze zich bij het spin-off team Force Works. Julia’s aartsvijand was de groep Death Web, die uit drie superschurken met spinnenkrachten bestond. Ze ontvoeren Julia’s dochter Rachel en dwongen haar zo Spider-Man te bevechten. Spider-Man hielp haar Rachel te redden. Net als Jessica Drew (de originele Spider-Woman), werd Julia aangevallen door Charlotte Witter, die haar krachten stal. Na dit verlies trok ze zich terug om haar dochter op te voeden.
Julia verscheen recentelijk in een verhaallijn van de huidige Ms. Marvel serie. Hierin gebruikte ze de codenaam "Arachne" (die ze oorspronkelijk wilde gebruiken). Haar krachten zijn overduidelijk hersteld. Gedurende de Civil War verhaallijn, liet Julia zich registreren onder de Supermensen registratiewet. In werkelijkheid was ze een dubbelagent die de superhelden die zich niet wilden registreren hielp. Toen dit uitkwam, werd ze gearresteerd.

## Krachten en vaardigheden
Arachne heeft krachten gelijk aan die van Spider-Man, waaronder bovenmenselijke kracht, wendbaarheid, snelheid en reflexen. Haar uithoudingsvermogen en weerstand zijn ook toegenomen, maar in mindere mate. Ze kan ook tegen verticale oppervlaktes opklimmen, maar in tegenstelling tot Spider-Man heeft haar kracht een psionische basis.
Arachne heeft ook een kracht die Spider-Man niet heeft: de gave om psionische webben (psi-webs) te genereren. Via psychokinetische energie kan ze vrije moleculen samenbinden tot een vast web. Vanwege hun psychische oorsprong kunnen Arachnes webben dingen die Spider-Mans webben niet kunnen, zoals op afstand worden gevormd en mentaal worden gestuurd.
Als toevoeging aan haar bovenmenselijke eigenschappen heeft Arachne extensieve training gehad van de Commission, waaronder in spionage en gevechten. Hoewel ze haar krachten oorspronkelijk verloor, kreeg ze ze later terug via een duplicaatserum. De effecten van dit serum zijn nog twijfelachtig. Ze lijkt al haar krachten terug te hebben, maar heeft ze nog niet allemaal gebruikt.

## In andere media
- Julia Carpenter verscheen regelmatig als Spider-woman in de Iron Man animatieserie uit 1994, als lid van het team dat losjes was gebaseerd op het Force Works team. In het eerste seizoen had ze maar weinig actiescènes. Ze gebruikte haar krachten vooral om energiestralen af te schieten die zich vormden tot een soort touwen. In het tweede seizoen werd ze een stuk agressiever en bevocht haar vijanden met de hand. Haar krachten werden ook meer zoals die van Spider-Man.

- Arachne is een bespeelbaar personage in het videospel Marvel: Ultimate Alliance. Ze is hierin echter een ander kostuum voor Spider-Woman. Ze heeft onder andere Jessica Drews krachten om te vliegen en venom blasts af te vuren.

- Julia Carpenter / Spider-Woman maakt een niet-sprekende verschijning in de achtergrond in de animatiefilm Spider-Man: Across the Spider-Verse uit 2023.